# 垂直離着陸機
垂直離着陸機（すいちょくりちゃくりくき、英語: Vertical Take-Off and Landing aircraft, VTOL機）は、全く滑走しないで垂直方向に離着陸する航空機。飛行船や気球などの軽航空機や回転翼機を含む場合もあるが、固定翼機に限定するのが一般的である。
また、電動のものはeVTOLと呼ばれるが、こちらは一般的に回転翼をもった機体が扱われる。

## 特徴と分類
固定翼機が垂直離着陸を行う場合、離着陸時にはエンジンの動力のみで機体を浮揚させるパワード・リフトを行う必要がある。このため推力重量比を1以上に引き上げられるよう、軽量な機体と強力なエンジンの組み合わせが求められる。また、離着陸時や遷移飛行中は空力的に安定を保つことができないため、動力による機体制御装置を備える。VTOL機の形式は、パワード・リフトの方式と遷移飛行での推進方式の組み合わせ等によって多様であり、飛行に成功した機体だけでも、15 - 20種類に分類される。
- コンバーチプレーン
  - ティルトローター
  - ティルトウイング
- テイルシッター
- 推力偏向
- リフトエンジン

なお、垂直離着陸機の多くは、垂直離着陸（VTOL）だけでなく短距離離着陸（STOL）にも対応しており、このような機体は垂直/短距離離着陸機と称される。

## 歴史
1928年にはニコラ・テスラがフリーバー(Flivver)と言う名前の空中輸送装置の特許を得たが、それが垂直離着陸の最初期に当たる。なお、これは現代のティルトローターに近いものであった。第二次世界大戦後期、連合国軍からの爆撃に常にさらされることになったナチス・ドイツは、滑走路なしで運用できる迎撃機の開発を急いだ。ドイツの各航空機企業はハインケル ヴェスペやハインケル レルヒェ、フォッケウルフ トリープフリューゲルなどを提案したが、いずれも実用化されずに終戦を迎えている。
これら航空機は、いずれも「機体を立てて」の垂直離着陸方式を取っており、戦後に連合国も、近いシステムでの実用化を目指し、アメリカ合衆国はXFY・XFV-1を製作し、フランスはC450コレオプテールを開発した。しかしXFY以外は垂直離着陸に成功せず、XFVは一応は飛行にも成功したものの、性能と実用性に問題があり（超音速戦闘機の時代において、いまだ亜音速未満であった）実用化には至っていない。これら、機体を立てて垂直離着陸を実現しようという方式は、テイル・シッター方式とよばれる。一番の問題とされたのは垂直着陸時にパイロットがミラーを利用してでしか地面を見る事ができないため、垂直着陸が非常に困難なことであり、この方式での垂直離着陸機の実用化は無理であるという結論に至った。

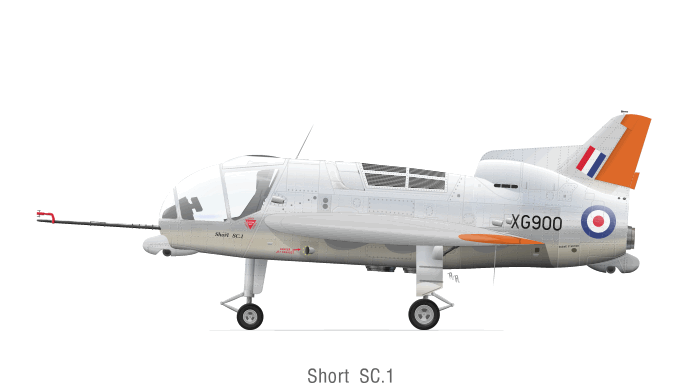
ショート SC.1

1953年、イギリスのロールス・ロイスは、スラスト・メジャリング・リグとよばれる物を開発した。「空飛ぶベッドの骨組み(flying bedstead)」とよばれたこの代物は、まさにベッドの骨組みのような風貌であり、外見的にも航空機とは言いがたい代物であったが、これに使用されたエンジンの思想は、ショート SC.1に使われたエンジンに引き継がれている。さらにこのシステムは、画期的な推力偏向式のジェットエンジンであるペガサス・エンジンの開発へつながった。ペガサス・エンジンは推力偏向可能なノズルを4ヶ所持ち、単発でも安定を保って垂直離着陸を可能とした。
イギリスはこのペガサスエンジンを装備するホーカー P.1127の開発を進め、1960年にはホバリング飛行に成功している。さらにその発展型であるホーカー・シドレー P.1154を計画したが、これは試作直前にキャンセルされた。しかし、ホーカー P.1127の開発は続けられ、改良型であるケストレル、そして、それの実用型であり、世界初の実用垂直離着陸機であるハリアーを生み出した。ハリアーは多くの国に採用され、開発国のイギリスを含め、正規空母が導入できない海軍において、軽空母をもって代替する際の搭載機として用いられた。

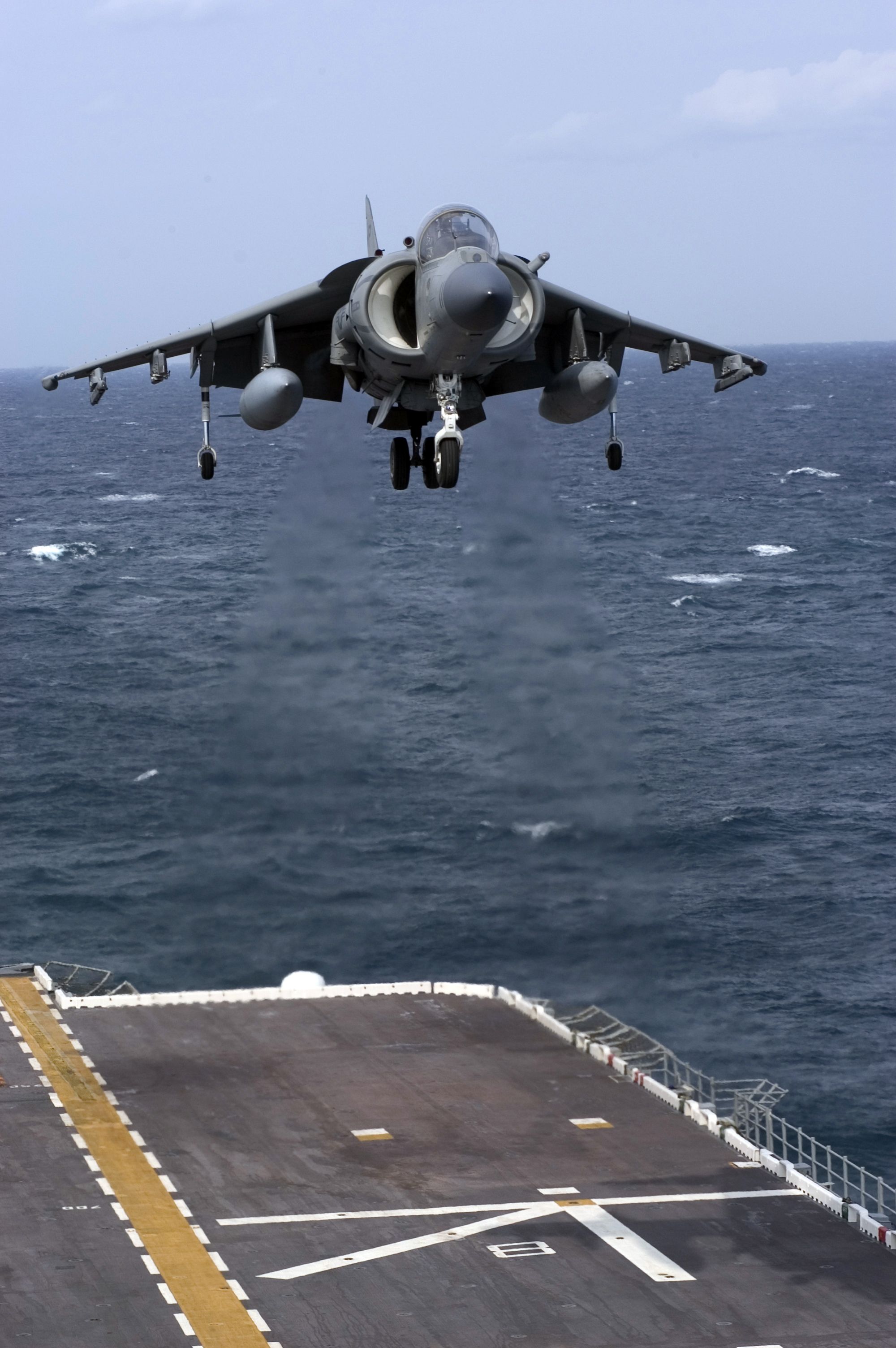
AV-8B

アメリカはイギリスが開発したハリアーにいち早く関心を示し、強襲揚陸艦の搭載機として海兵隊が採用した。さらには発展型のハリアー IIを開発し、元の開発国であるイギリスに逆輸出されるに至っている。1960年代から1970年代にかけて、大型空母の代替として制海艦構想が生まれ、搭載機としてマッハ2級の超音速戦闘機XFV-12を開発したが、結局実用化には至らず、制海艦構想も実現しなかった。ただしその構想は、強襲揚陸艦を必要時に空母の代替として運用するという形で活かされ、また他国の海軍の軽空母に影響を与えた。

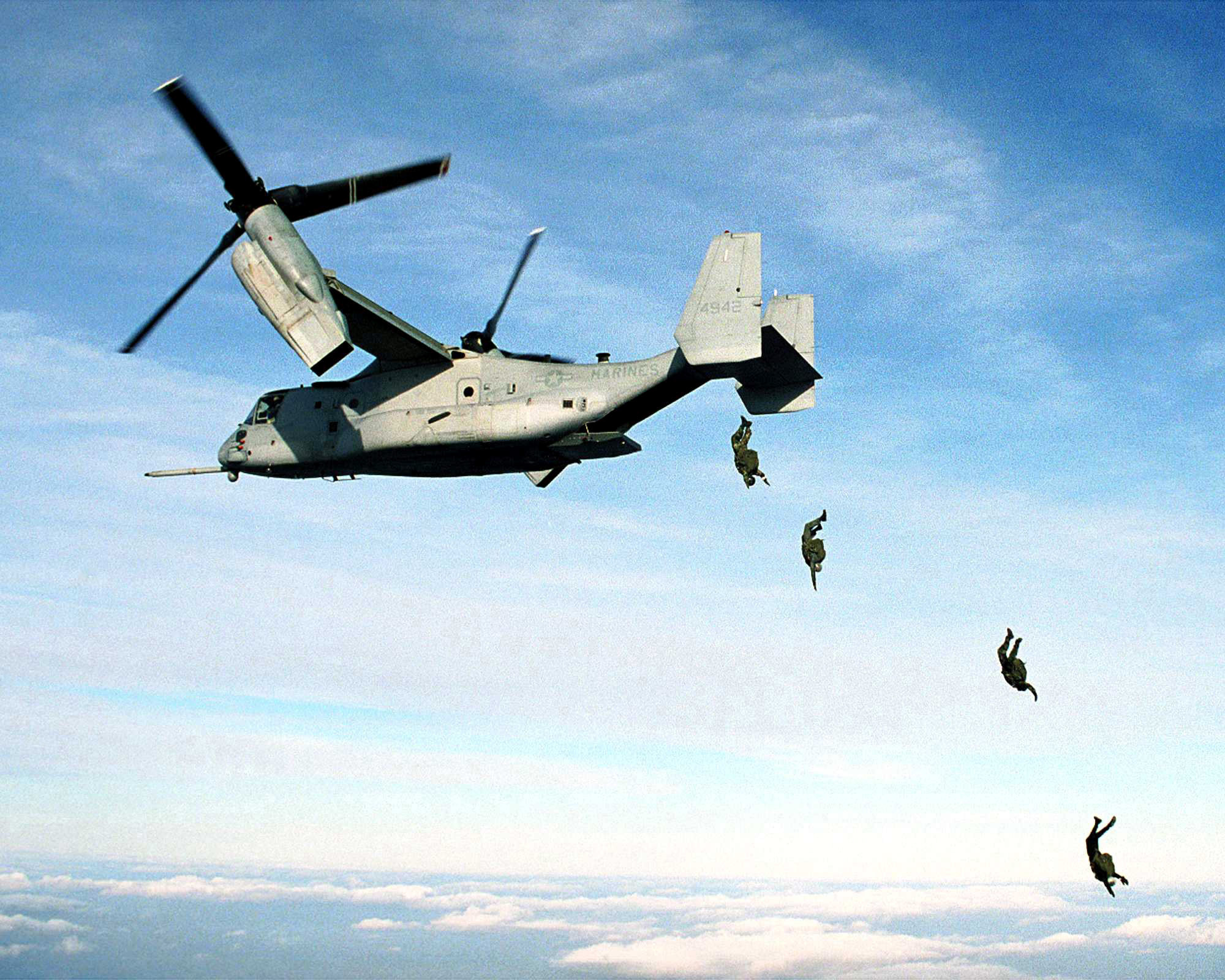
初の実用ティルトローター機 V-22。

NASAは1977年にXV-15(en)というティルトローター機を開発した。ニコラ・テスラのフリーバーから始まり、1950年代にはXV-3やXV-15といった実験機で実験が続いていたこの方式は、JVX計画により本格的な実現に向けた開発が始まった。これには以前から同システムの実験機を開発していたベルなどが開発に携わっている（V-22の原型ともいえるX-22もベルが製作）。この計画はV-22として結実し、同機体は現在配備が進められている。また民間機としては、この方式のノウハウを多く保有するベルがBA609を開発、初飛行に成功している。アメリカではほかに、シコルスキーがS-72という機体を開発している。Xウイングともよばれるこの機体はヘリコプターと固定翼機のあいのこといった機体であり、ヘリコプターとほぼ同様の形で垂直離着陸を行った。また、ボーイングが開発したX-50もこれに近い形を取った航空機であるが、カナード・ローター/ウィング(CRW) という形式を取っている。
1960年代には、フランスがミラージュIIIを基にして、ミラージュIII Vバルザック Vという機体を開発した。この機体は音速飛行が可能であり、水平飛行でマッハ1.3という速度を出すことができた。同機体は1966年3月に垂直離陸から水平飛行への移行に成功した。しかし水平飛行用と垂直上昇用に別のエンジンを用い、かつ垂直上昇用エンジンを8基搭載するという、極めて実用性に乏しい機体であり、あくまで試験機であり、実用化はされていない。

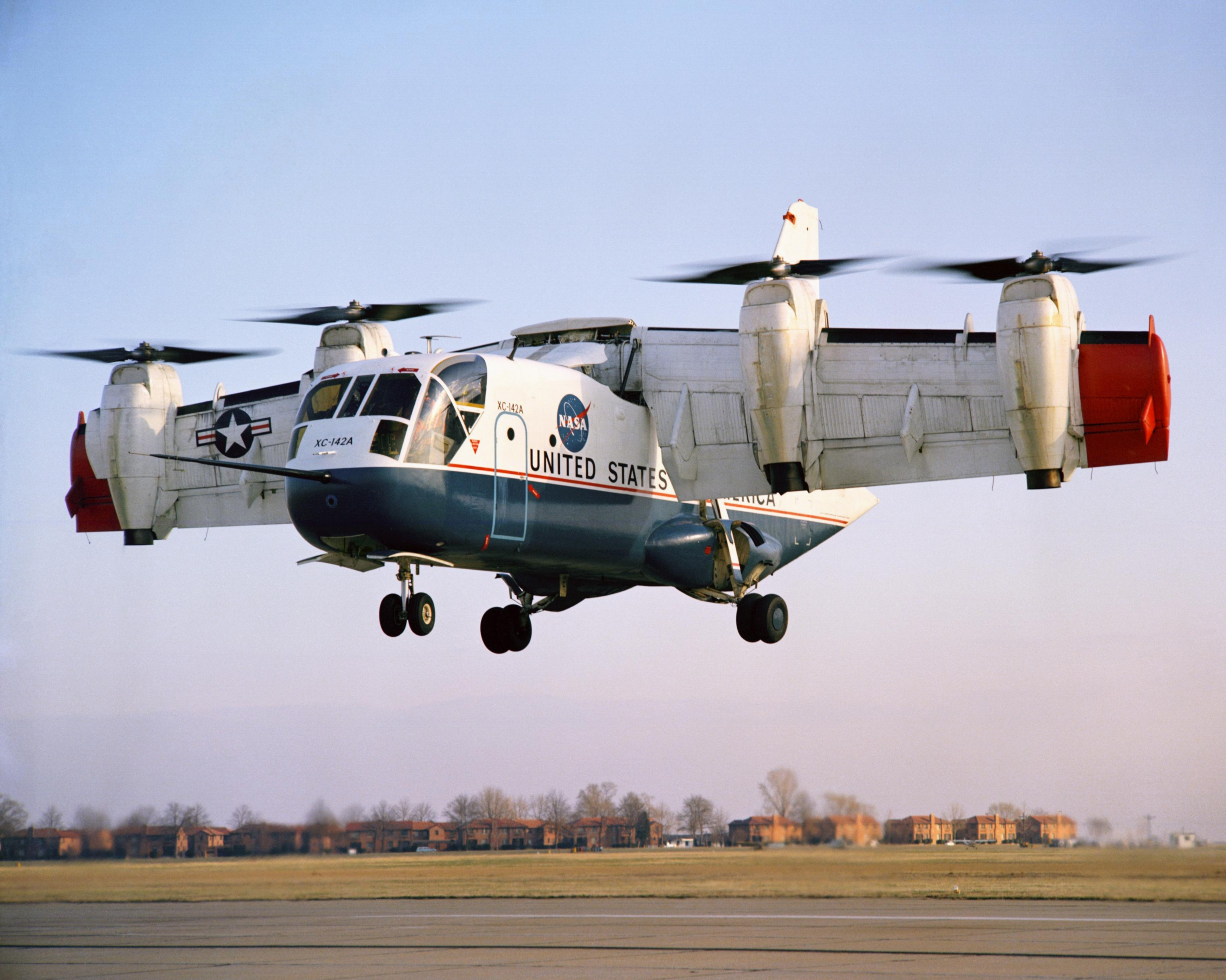
世界初の4発垂直離着陸機、ティルトウィング式のXC-142。

同じ頃、アメリカではXC-142という機体も開発されているが、試作された5機は全て事故を起こしている。
1号機はテイルローター関係の事故で3人死亡などである。この機体の事故原因は致命的な欠陥ではなく充分に改良が可能だった。だが、ベトナム戦争が緊迫していたために、実用化には至らなかった。
1960年代から1970年代初頭にかけて、西ドイツはF-104を基にして、実験機であるVJ 101を開発し、X-1、X-2という2機の試作機が作られた。翼端に搭載されたエンジンそのものを90度方向転換して垂直上昇し、かつコックピット直後のリフトエンジンを併用する方式である。この機体は音速飛行が可能であったが、コスト高と政治的な都合から実用化されなかった。西ドイツは同時期にVAK 191B軽戦闘機、ドルニエ Do 31輸送機といった、VTOL機を開発しているが、いずれも量産には至ってはいない。
日本では1970年に航空宇宙技術研究所が開発していた実験機（FTB）が離陸および滞空に成功したが実用化には結びつかなかった。FTBは全長10m、長さ7m、高さ3mのジュラルミン製の骨組みの中央にターボジェットエンジンを2基搭載したもので、高度1.5mに上昇して3分弱滞空できる性能を有していた。
東側諸国では、ソビエト連邦（ソ連）がYak-38を実戦配備した。これは実験機であるYak-36を実用化したものであり、ソ連のキエフ級航空母艦などの艦載機として設計生産された。この機体のエンジンは前述のペガサスエンジンと異なりノズルは2ヶ所しか持たず、安定して垂直上昇するには別にリフトエンジンを2基が必要であった。また当初はSTOVL機能を有していなかった。この方式は水平飛行時にはデッドウェイトを生み出すという欠点があり、またVTOL性能自体が安定性が悪く、生産された200機中20機以上がVTOL時の事故で失われたとされる。また、ソ連は後継としてYak-141を開発した。Yak-38同様のリフトエンジン併用式だが、メインエンジンは一段と優れた推力偏向ノズルを備え、超音速戦闘機として一流の能力を持っていたが、ソビエト連邦の崩壊によって予算がなくなったこと、試作機が事故で喪失したことなどを理由として生産されずに終わった。ソ連崩壊後のロシアでは新型空母向けにV/STOL機を開発しているとされているが、詳細は不明である。
アメリカが2015年に就役させたF-35Bは、同一機体の派生型に垂直離着陸機能を付与するというものだが、一部燃料タンク部分を廃して垂直離着陸のための装備を付加するという方式で、航続距離以外は他の型（A/C型）にさほど劣らぬ能力を持つ予定である。メインエンジンに推力偏向ノズルを持つ点では、従来の他の多くの垂直離着陸機と同じだが、リフトエンジン併用ではなく、メインエンジンから伸びたシャフトで駆動されるリフトファンを用いる方式である。ジェットエンジンは静止時の効率は低いものであるため、垂直上昇にファンを用いればより効率は高くなる。
個人向けのVTOL機としては、カナダのポール・モーラーが「スカイカー」というものを開発している。skycar（空飛ぶ車）は現状浮かぶことはできているが、水平飛行への移行試験が完了していない上、有人での飛行も行っていない。一方で、日本でも長野県松本市にあるGEN CORPORATIONが開発したGEN H-4が存在しており（後述）、実際に販売もされた。
ほかには、地球外での使用を想定したものの中にもVTOL機が存在する。LLRV(Lunar Landing Research Vehicle)というもので、滑走路や平面が存在しない地形での、VTOLによる運用を想定している。

## 実用機
- ハリアー
- ハリアー II
- Yak-38
- V-22（ティルトローター）
- F-35B（STOVL機）

### 開発中
- AW609（ベル/アグスタ・エアロスペース社） - 民間用。胴体はSUBARUが製作。
- ベル V-280 - 2017年12月初飛行、ティルトローター方式。
- Lilium Jet（リリウム・ジェット） - 垂直離着陸可能な100％電気動力の小型電気エアタクシーとして2017年に世界初の飛行テストに成功。2019年に有人飛行テスト予定。
- ジョビー・アビエーション - エアタクシーサービスを目指すアメリカのベンチャー企業。

## 主な形式
回転翼機以外の垂直離着陸機は、国際民間航空機関（ICAO）ではパワード・リフトと類別している。

### コンバーチプレーン
メインエンジンのノズルの噴射やプロペラの主軸の方向を変え、推力を離着陸時には下方に、水平飛行時には後方に変更するもの。飛行特性を固定翼機から回転翼機へ転換できることから『転換式航空機』（Convertible Aircraft）と呼ばれていた。

#### ティルトローター
垂直離着陸機において、エンジン（とプロペラ）の方向を転換する方式のもの。推力転向式とも呼ばれる。
垂直離着陸時（と低速飛行時）には、上方を向いたプロペラは、ヘリコプターのローターのように用いられる。そのため、通常のプロペラ機よりかなり直径が大きなプロペラを用いる（ただしローターとみなせば、通常のヘリコプターよりは小型となる）。

#### ティルトウイング
垂直離着陸機において、エンジン（とプロペラ）のみならず、主翼も同時に方向転換するもの。後流偏方式とも呼ばれる。

### リフトエンジン
水平飛行用のエンジンとは別に、垂直離着陸専用のエンジン（リフトエンジン）を持つもの。複合推進式とも呼ばれる。
フランスが開発したバルザック Vに代表されるように、この方式では水平飛行用と垂直離着陸用にそれぞれ専門のエンジンを用いるが、後述の欠点も大きく、完全な実用性を持つものは前節で述べた推力偏向式のエンジンとリフトエンジンを併用する場合が多い。
リフトエンジンは水平飛行時には推力源として用いないため、デッドウエイトとなって全体的な性能低下を招くが、エンジンとしては短時間駆動させるだけで用が足りるため、同じ推力の通常のジェットエンジンよりも小型軽量化が可能であり、ある程度はこの欠点は緩和される。しかし、ジェットエンジンは静止時の効率が悪いという欠点があり、リフトエンジンにジェットエンジンを用いることにはその点で問題がある。また、リフトエンジンを集中して配置すると機体全体の重量バランスとの兼ね合いが難しいが、分散配置すると各エンジンの推力を完全に同調させなければならない（同調が不完全では体勢を崩して墜落してしまうし、加えてジェットエンジン・ガスタービンエンジンはレシプロエンジンに比べレスポンスが悪い）、という技術的困難があった。
この方式の航空機の開発には特にソビエトが熱心で、ヤコブレフ設計局がほぼ専任的に担当していた。ソビエトが実戦配備した唯一の垂直離着陸戦闘機である Yak-38、実用化には成功したが量産されずに終わったYak-41(Yak-141)はいずれも推力変更式エンジン併用のリフトエンジン方式である。
なお、離着陸用に別個のエンジンを持つのではなく、メインエンジンの出力により駆動される大直径高推力のリフトファンを用いる方式は、1960年代にアメリカはジェットエンジンからのガス圧駆動ファンによるVTOL実験機ライアン XV-15の飛行に成功しており、回転翼型を除き2025年現在ほぼ唯一の実用機であるF-35Bは、メインエンジンからのシャフトによる直接駆動リフトファンを採用している。

### コレオプター

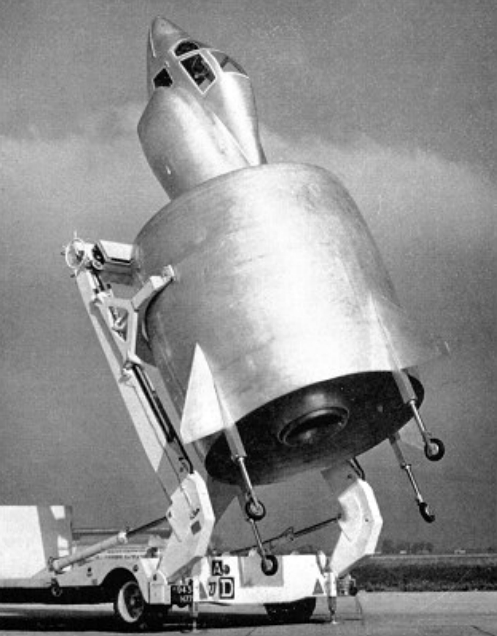
スネクマ C450 コレオプテール

コレオプター(Coleopter)は垂直離着陸機の一形式で胴体の尾部にダクテッドファンを備える。全体的に見て尾部に樽の様な外観のファンを備え、小型の操縦席が先端部にある。大半のダクテッドファンの設計と同様にコレオプターは離着陸時に尾部から接地する。代表的な機種は1950年代にフランスのスネクマが開発したC450'コレオプテール'やアメリカのヒラー VXT-8である。コレオプターの呼称はスネクマC450コレオプテールに由来する。
最初のコレオプターの概念は第二次世界大戦中にドイツで考案された。大戦末期の1944年、飛行場が破壊されて使用不能になってもどこからでも離着陸の可能なVTOL迎撃機の開発が検討された。ハインケル社ではヴェスペやレルヒェを提案した。ヴェスペはベンツの2,000 hpターボプロップエンジンを使用する案だったが実現せず、レルヒェは2基のDB 605をピストンエンジン動力とした。両方とも実現しなかった。
第二次世界大戦後、大半のVTOLの研究はヘリコプターを中心として行われたがその一方で単純な回転翼の限界が明らかになりジェットエンジンの噴射を直接利用する方法等、他の方法の開発へ開発方針が転換された。スネクマは1950年代にアターVolantシリーズの一環として開発を進めた。最終的に環状翼を持つC450が開発され1959年5月6日に初飛行したが、7月25日に不安定な特性により、大破して開発は打ち切られた。
アメリカでも同様にヒラー・エアクラフト社がチャールズ・ツィンマーマンによって独自に設計された複数のダクテッドファン式のVTOLの開発を進めていた。いくつかの初期の成功の後、陸軍は大きさと重量を増やすように要求を転換したことにより新しい安定性の問題が生じた。これらは全体的に大きさと出力が必要だったが満足のゆく結果は得られなかった。その一方でヒラー社は海軍にコレオプターの設計の概念を提案した。この結果ヒラー VXT-8が提案されたがこれはスネクマの設計に似ていたがジェットエンジンではなくプロペラを使用していた。しかしながら、導入されたタービン式のUH-1のようなヘリコプターと比較してピストンエンジン式のVXT-8は著しく性能が劣っていたため、海軍は興味を失った。モックアップのみが完成した。

### テイルシッター

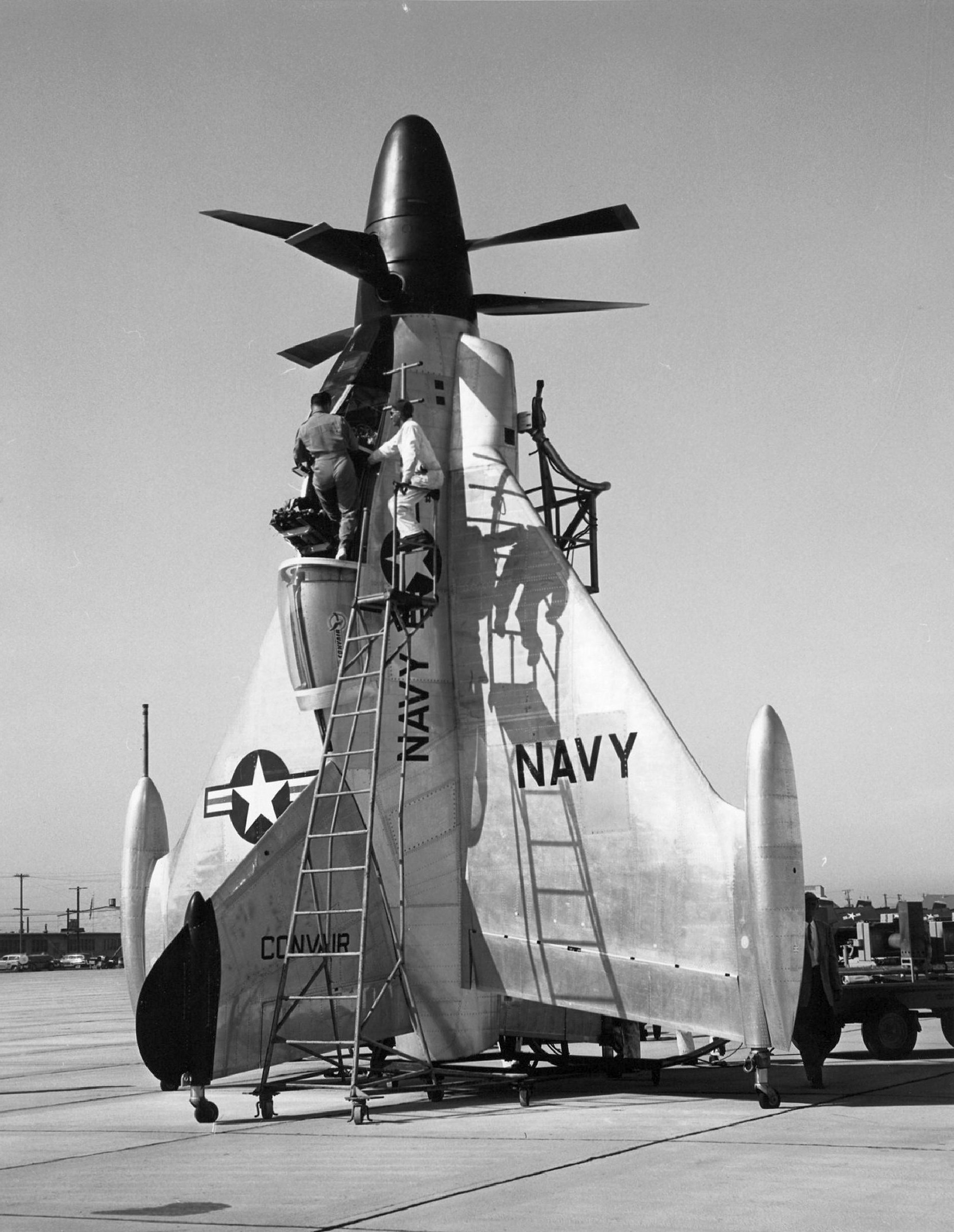
XFY-1

テイルシッターは垂直離着陸機の一形態でマクドネルダグラスDC-Xデルタクリッパーのように尾部を下にして離着陸する。この種の航空機として最も有名なのがライアン・X-13である。プロペラ式ではロッキードXFV-1とコンベアXFY-1がある。艦載機としてF-16のテイルシッターが調査され風洞実験用模型が作られた。それは機首が折れ曲がる構造だった。
ナチス・ドイツ空軍でも同様にテイルシッター計画としてフォッケウルフ トリープフリューゲル(回転翼)戦闘機があった。この計画は翼端の小型ジェットエンジンを噴射することにより主翼を回転させる構造でいわば主翼そのものがプロペラになっていた。完成はしなかったが構造上、通常の着陸は不可能で困難が伴ったと考えられる。またフランスではC450 コレオプテールと言うジェットエンジンの実験機も製造されている。
テイルシッターの飛行において離陸時に垂直から水平、着陸時に水平から垂直への遷移飛行では操縦が困難であった。また着陸時に操縦者が地面を直接見る事が困難であり、操縦が極めて難しかった。また着陸時に地面に対して完全な垂直姿勢を保つ事が要求され、手動操縦でも自動制御でも困難であった。付け加えて艦載機として用いる場合は、揺れる艦上において完全な垂直姿勢を保つことが要求され、全くもって不可能と言わざるを得なかった。着陸時の視界の問題は、機体姿勢に関わらず操縦席を傾けて水平を保つ事で、ある程度の解決がみられたが、他の問題は解決困難であり、実用化しなかった。テイルシッターは最下部に必ずキャスター状の車輪が取り付けられているが、これは着陸時に横風が少しでもあると風に流れて横移動しながら着陸することを余儀なくされるため、車輪が無いと地面に引っかかって重心の高い機体が簡単に倒れてしまうからである。
コストや重量のかさむリフトエンジンや推力変更機構を持たないメリットがあるものの、機体を立てた垂直離着陸時は転倒リスク低減のため全長を短縮し重心を低めることが望ましいが、寝かせた水平飛行時には安定性が低いものとなる構造的矛盾もあった。
垂直離着陸あるいはホバリング時は、プロペラ機の場合プロペラ後流が動翼に当たることによって空中停止状態でも操縦が可能である。ジェット機の場合は推力偏向で操縦する。また、プロペラ機の場合は回転翼の反動（トルクロール）を打ち消すために同軸反転プロペラが採用されている。
近年はフライバイワイヤにより制御不安定の問題が補えるようになったこともあり、単段式宇宙輸送機や惑星探査機、UAVなどでも試みられている。

#### 主なテイルシッター
- フォッケウルフ トリープフリューゲル
- ハインケル レルヒェ
- ハインケル ヴェスペ
- ロッキード XFV-1
- コンベア XFY-1
- ライアン X-13
- スネクマ C450 コレオプテール
- マクドネル・ダグラス DC-X デルタクリッパー
- AeroVironment SkyTote
- NASA パフィン
- ロータリー・ロケット
- Quad（英語版）

### 個人用垂直離着陸機

#### アメリカ
1970年代初頭のアメリカ海兵隊のSTAMP (Small Tactical Aerial Mobility Platform)計画で開発が行われていた物で、兵士一名が搭乗して低空を飛行する超小型の航空機。固定翼機ともヘリコプターとも異なる特異な形態をしており、厳密には垂直離着陸機とは異なる航空機である。

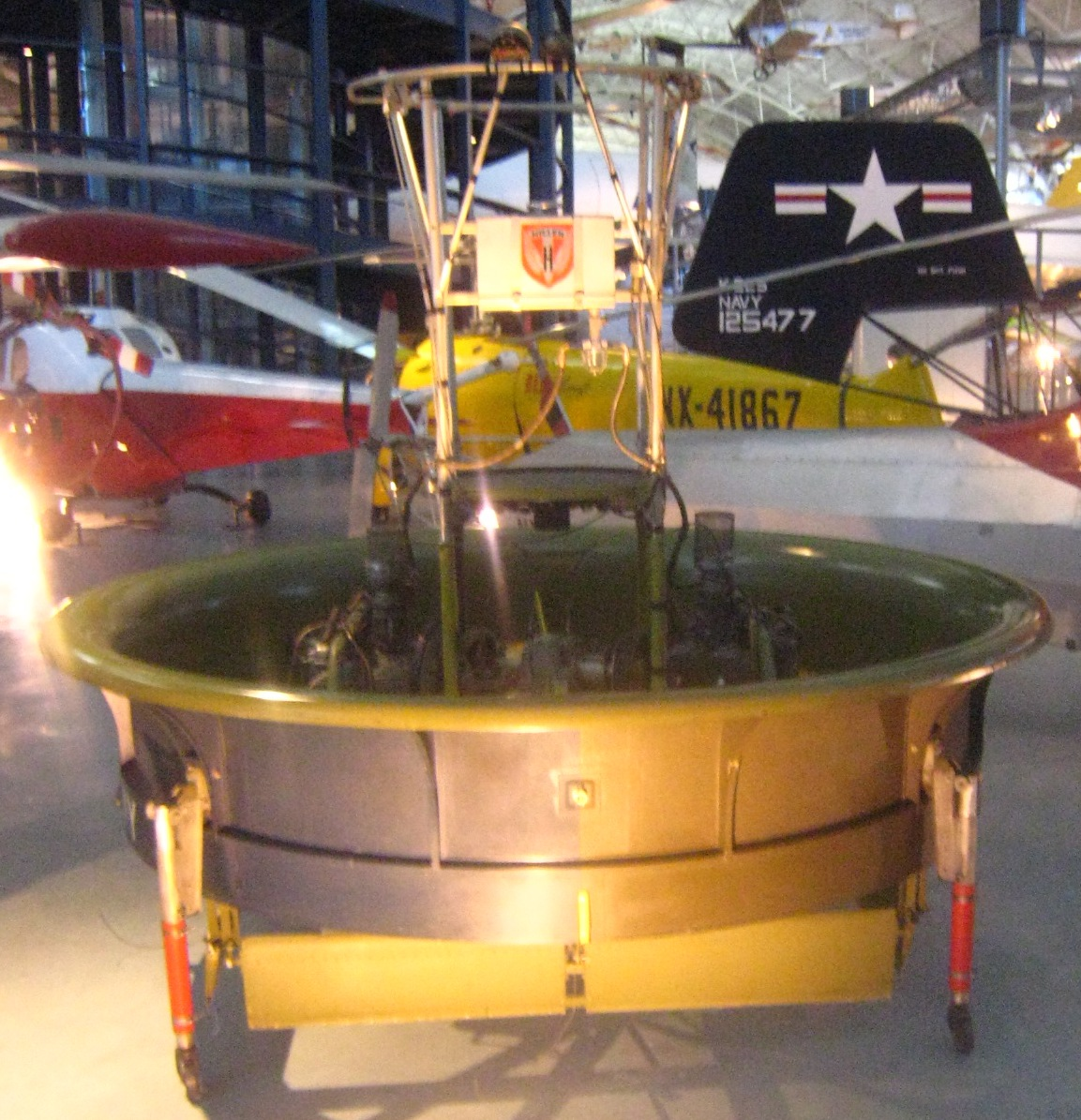
米国立航空宇宙博物館別館に展示されているフライング・プラットフォーム、ヒラー1031-A-1
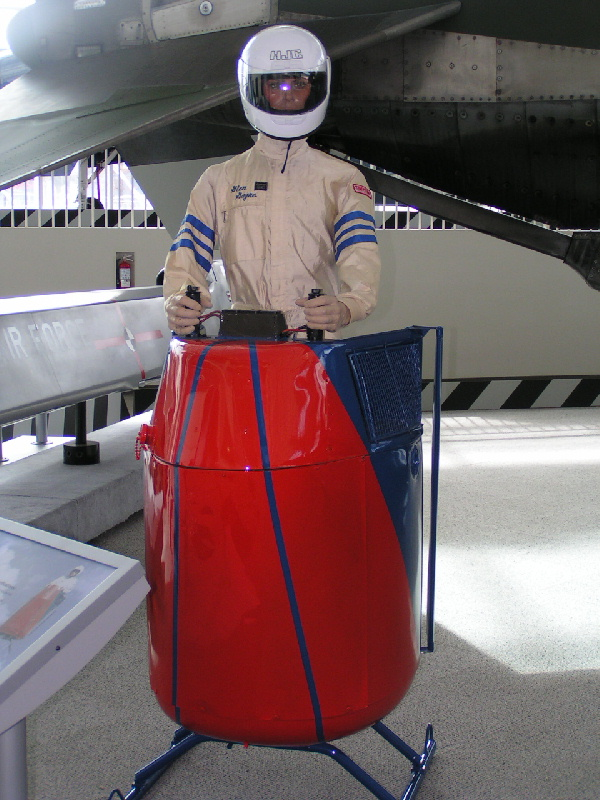
ウィリアムズ X-ジェット

何種類かの試作機が作成されたが量産された物は無く、開発計画は終了しており、一部の試作機が博物館に展示されている。ジェットエンジンやロケットエンジンを用いたものは、駆動時間が極めて短く、実用のものとはならなかった。ローターを用いた形式も人間ひとりを載せて飛行するのが精一杯の代物であり、それ以外の目的に使える余力が無かった。十分な能力を具備させるために機体規模を拡大してしまうと、単にヘリコプターの形を奇抜なものに変えたに過ぎない機体となってしまうのが明らかであった。
- ウィリアムズ X-ジェット
- ギャレット STAMP（英語版）
- ヒラー VZ-1 ポーニー（英語版）

#### 日本
日本ではGEN CORPORATIONが開発した、固定ピッチ式の同軸二重反転式ローターを採用した一人乗りの垂直離着陸機であるGEN H-4が存在する。ローター径4.0m、全高2.5m、重さ75kg。自社開発のGEN125型エンジン（125cc空冷式平対向エンジン）を4基搭載。1998年にアメリカで開催された一大航空イベント、EAA エアベンチャー・オシュコシュにて初飛行に成功。機体記号を取得しており（JX0076とJX0077）実際に人や荷物を乗せた機体試験によって、無人での自立飛行を可能とするH-4Rや電動（eVTOL）化したH-4Eなども試作されている。
また、産業技術短期大学講師の久保田憲司が、過去のVZ-1シリーズを参考に、災害時の情報収集・人命救助用の個人用垂直離着陸機（MicroVTOL、M-VTOLと呼称）を研究・開発している。直径約2m、高さ約2.5m、重さ180kg。円盤の下に取り付けた700ccのエンジン2基で全長1.5mの可変ピッチ式の二重反転式ローターを駆動。姿勢制御は人間のバランス感覚のみに頼らず、ジャイロ装置とコンピューター制御で機体の安定性を確保。設計上、垂直に離陸後、高さ3-5mまで上昇し、最高時速30kmで移動できる。2m四方のスペースがあれば離着陸可能で、土砂崩れなどで車両やヘリコプターが入れない場所にも行けるという。遠隔操作による無人での移動も将来的に考えられている。

## ビデオ
- F-35 の飛行、VTOLへの移行,垂直離陸,空中給油,空中停止と着陸
- F-35 垂直着陸
- 垂直着陸するF-35Bの映像（強襲揚陸艦「ワスプ」への着艦）